# 遠藤胤俊
遠藤胤俊（日语：／ Endō Tanetoshi，1546年—1570年12月23日）是日本戰國時代武將，美濃國郡上郡木越城主，又名紀四郎、新右衛門和大隅守。
胤俊是遠藤胤緣的長子，其父胤緣在永祿2年（1559年）8月1日遭到東常慶的嫡子東常堯暗殺，由年輕的胤後繼承家督之位，由祖父遠藤胤好擔任後見。同年同月，叔父遠藤盛數消滅東氏，並且成為八幡城主，胤俊獲盛數在永祿年間（1558年 - 1570年）贈予郡上郡西北作為領地。其後，永祿2年（1559年）8月14日，齋藤義龍寫信要求胤俊和盛數共同管治郡上郡。胤俊與盛數平分所領，兩家自此稱為「兩遠藤」。
永祿5年（1562年），盛數死去，由其子年僅13歲的遠藤慶隆繼任。永祿7年（1564年），竹中重治佔領稻葉山城，胤俊趁亂進佔慶隆的居城八幡城。然而，慶隆移至苅安城（現郡上市美並町）抵抗胤俊，並且在翌8年（1564年）獲其繼父長井道利支援，最終胤俊與慶隆和解，並且撤離八幡城
永祿10年（1567年），織田信長攻佔稻葉山城後，胤後與慶隆一同臣服於織田氏。元龜元年（1570年）5月25日，信長命令胤俊從岐阜出征，並且和慶隆一同隸屬於織田軍旗下，在近江橫山城以南與淺井氏和朝倉氏聯軍交戰。同年11月，胤俊與慶隆一同在坂井政尚旗下防守堅田（現滋賀縣大津市堅田），及後在11月26日遭到淺井和朝倉聯軍攻擊，胤俊與政尚一同戰死，是為志賀之陣。家督之位由其弟遠藤胤基繼承。